# Paul Hagenmuller
Paul Hagenmuller (* 3. August 1921 in Wiesbaden; † 7. Januar 2017) war ein Kämpfer der Résistance, Opfer des Naziterrors und Chemiker. Er galt als Vater der Festkörperchemie in Frankreich und war Hochschullehrer an der Universität Bordeaux.

## Deportation
Hagenmuller lebte zunächst bei seinen Eltern, Rue Schoch 7 in Straßburg. Er sprach außer französisch auch deutsch und russisch. 1940 begann er das Studium der Chemie in Straßburg, folgte aber nach der deutschen Besetzung der nach Clermont-Ferrand verlagerten Université de Strasbourg.

### Verhaftung

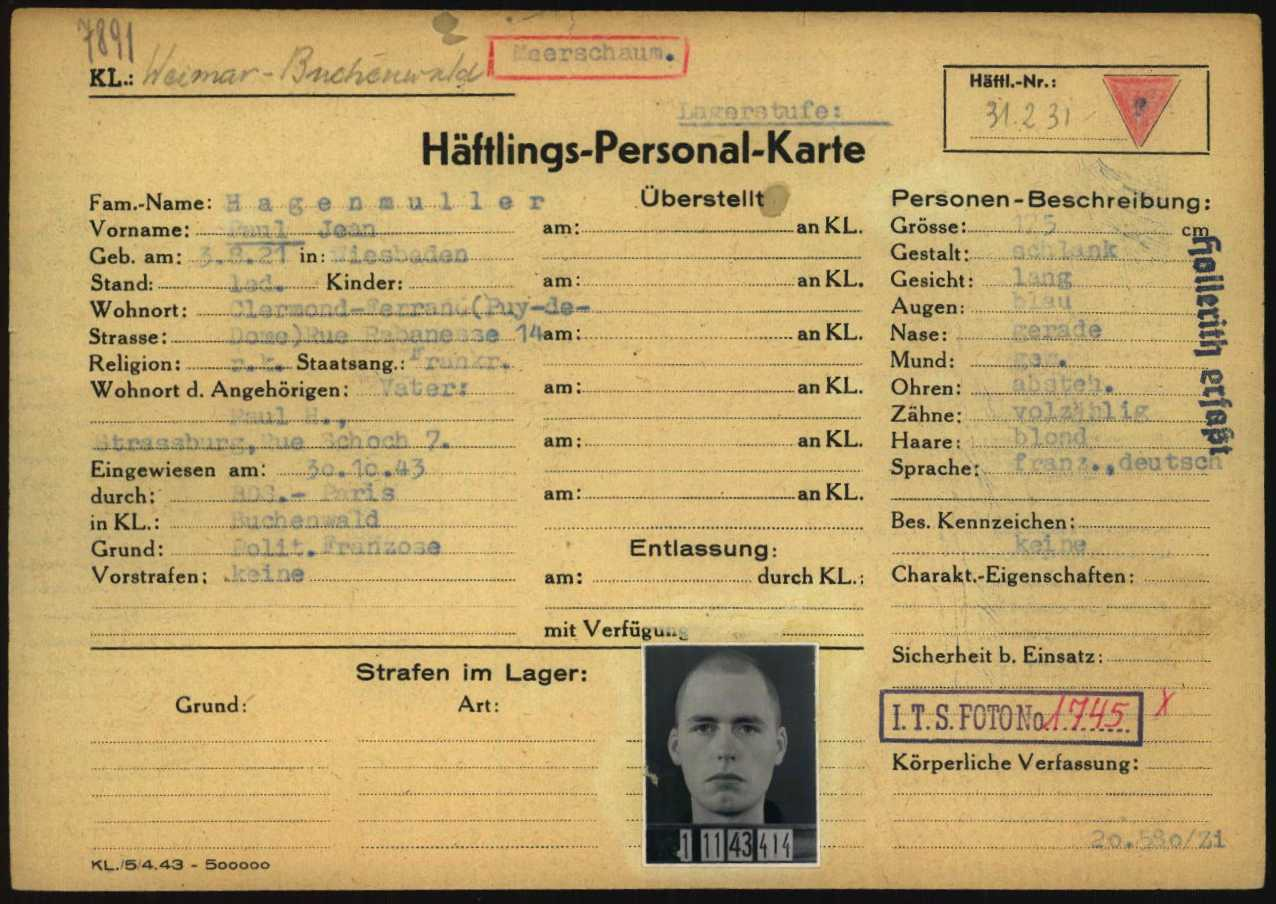
Personalkarte Paul Hagenmullers im Konzentrationslager Buchenwald

Anfang 1943 trat Hagenmuller der Armée secrète und einer vorbereitenden Formation der „Brigade indépendante Alsace-Lorraine“ bei. Am 24. Juni 1944 wurde er im Studentenwohnheim „Gallia“ mit 36 anderen elsässischen und lothringischen Studenten bei einer Razzia der SiPO-SD von Clermont-Ferrand verhaftet.

### In den Konzentrationslagern
Hagenmuller wurde mit seinen Gefährten in die deutsch besetzte Kaserne des „92e régiment d'infanterie“ verbracht, wo man sie in zwei Gruppen geteilt hat, „Arier“ und Juden. Am 26. Juni 1943 wurden sie in das Gefängnis La Mal Coiffée von Moulins überstellt. Am 18. Juli lieferte man die Juden in das Sammellager Drancy, die „Arier“ in das Konzentrationslager Royallieu in Compiègne.
Hagenmuller beschrieb den Aufenthalt im deutschen Konzentrationslager Royallieu als erträglich: „Abgesehen von einigen Strafarbeiten wird nicht gearbeitet. Schläge sind seltener als im Gefängnis“ (La Mal Coiffée). „Bücher vom Roten Kreuz und Pakete sind erlaubt. … Aber, und das möchte ich betonen, die ersten Studenten der Universität werden in voller körperlicher und geistiger Kraft nach Buchenwald und seinen Kommandos aufbrechen. Das macht den tragischen Anteil der Todesfälle in der Folgezeit umso bedeutsamer“.
Am 30. Oktober 1943 erreichte er mit Convoi 28 nach zwei Tagen Fahrt das Konzentrationslager Buchenwald; Hagenmuller erhielt die Häftlingsnummer 31231.
Am 29. Oktober 1944 überstellte ihn die Lagerleitung an das Konzentrationslager Mittelbau-Dora. Dort wurde Hagenmuller am 4. April 1945 vor der heranrückenden US-Armee per sechstägigen Eisenbahntransport ohne jegliche Versorgung zum Konzentrationslager Bergen-Belsen evakuiert. Am 13. April befreiten ihn britische Truppen, und am 29. April 1945 wurde er repatriiert.
„Trotz der Jahre der Deportation und der Leiden war Hagenmuller ein überzeugter Befürworter einer notwendigen französisch-deutschen Wissenschaftsannäherung. Von den 1960er Jahren an schulte er die Mitglieder seines Labors in Studienreisen zu deutschen Kollegen und deren Einrichtungen. Er gründete mit seinem deutschen Kollegen Rudolf Hoppe (1922-2014) die jährliche „European Conference on Solid State Chemistry“, die diese wiedergefundene Freundschaft verkörpert“.

## Berufsleben
Nach dem Krieg nahm er sein Chemiestudium wieder auf, forschte für das CNRS, war Assistent in Paris und wurde in Paris 1950 bei André Chrétien promoviert.
Er lehrte nach der Habilitation 1953 an der Universität in Hanoi und Saigon, ab 1956 als Professor an der Universität Rennes und ab 1960 Professor für Anorganische Chemie in Bordeaux. Dort organisierte er 1964 eine Konferenz über Übergangsmetalloxide, die Festkörperphysiker, Chemiker und Kristallographen zusammenbrachte. Er legte in seiner Forschung Wert auf enge Verbindung zu Anwendungen in der Industrie. 1974 bis 1985 war er Direktor des Labors für Festkörperchemie des CNRS in Bordeaux. 1994 wurde er emeritiert.
Er synthetisierte an seinem Labor viele Verbindungen von Übergangsmetallen zur Untersuchung von deren elektrischen und magnetischen Eigenschaften und deren Zusammenhang mit ihrer jeweiligen Struktur. Er trug zum Verständnis des Metall-Isolator-Übergangs bei und wandte seine Forschung zum Beispiel bei der Entwicklung und Herstellung von Luminophoren und hochreaktivem elementarem Bor an.
1975 wurde er Mitglied der Leopoldina. Am 23. Januar 1978 wurde Hagenmuller zum korrespondierenden Mitglied der Académie des sciences gewählt. Im selben Jahr erhielt er die August-Wilhelm-von-Hofmann-Denkmünze. 1993 wurde er zum ordentlichen Mitglied der Academia Europaea gewählt. Zu seinem 80. Geburtstag wurde er 2001 mit einer Sondernummer von Solid State Chemistry geehrt.
Zu seinen Schülern gehörte der 1998 verstorbene französische Chemiker Jean Rouxel.

## Ehrungen
- Croix de Guerre avec étoile de vermeil (10. Dezember 1949)
- Médaille de la déportation pour faits de Résistance
- Étoile de la Grande–Comore (1949)
- Palmes académiques (1950)
- Bundesverdienstkreuz 1. Klasse (1985)
- Kommandeur der  Ehrenlegion (1988)
- Gay-Lussac-Humboldt-Preis (1982)
- Prix de la Fondation de la Maison de la Chimie (1986)
- Ehrendoktor der Friedrich-Schiller-Universität Jena
- Ehrendoktor der Technischen Universität Danzig (1985)
- Ehrendoktor der Berg- und Hüttenakademie Krakau (1989)
- Ehrendoktor des SUNY College of Technology at Canton, New York, USA
- J. Heyrovský Honorary Medal for Merits der Tschechoslowakischen Akademie der Wissenschaften (ČSAV)